# Will Fish
William Thomas Fish, detto Will (Manchester, 17 febbraio 2003), è un calciatore inglese, difensore del Cardiff City.

## Carriera

### Club
Cresciuto nel settore giovanile del Manchester United, ha esordito in prima squadra il 23 maggio 2021, nella partita di Premier League vinta per 1-2 contro il Wolverhampton. Il 23 luglio passa in prestito stagionale allo Stockport County. Il 7 gennaio 2022, dopo aver collezionato soltanto due presenze, rientra allo United; il 29 giugno prolunga con i Red Devils fino al 2025.
Il 2 settembre viene ceduto a titolo temporaneo all'Hibernian; dopo aver disputato un'ottima stagione a livello individuale, il 27 luglio 2023 fa ritorno, sempre in prestito, agli Hibs.

### Nazionale
Ha giocato nelle nazionali giovanili inglesi Under-17, Under-18 ed Under-19.

## Statistiche

### Presenze e reti nei club
Statistiche aggiornate al 18 dicembre 2023.
| Stagione         | Squadra          | Campionato       | Campionato | Campionato | Coppe nazionali | Coppe nazionali | Coppe nazionali | Coppe continentali | Coppe continentali | Coppe continentali | Altre coppe | Altre coppe | Altre coppe | Totale | Totale | Totale |
| Stagione         | Squadra          | Comp             | Pres       | Reti       | Comp            | Pres            | Reti            | Comp               | Pres               | Reti               | Comp        | Pres        | Reti        | Pres   | Reti   |        |
| ---------------- | ---------------- | ---------------- | ---------- | ---------- | --------------- | --------------- | --------------- | ------------------ | ------------------ | ------------------ | ----------- | ----------- | ----------- | ------ | ------ | ------ |
| apr.-mag. 2021   | Manchester Utd   | PL               | 1          | 0          | FACup+CdL       | -               | -               | UEL                | 0                  | 0                  | -           | -           | -           | 1      | 0      |        |
| 2021-gen. 2022   | Stockport County | NL               | 2          | 0          | FACup           | 0               | 0               | -                  | -                  | -                  | FAT         | 0           | 0           | 2      | 0      |        |
| sett. 2022-2023  | Hibernian        | SP               | 21         | 3          | CS+CdL          | 0+0             | 0               | -                  | -                  | -                  | -           | -           | -           | 21     | 3      |        |
| 2023-2024        | Hibernian        | SP               | 34         | 1          | CS+CdL          | 3+3             | 0               | UECL               | 5                  | 0                  | -           | -           | -           | 45     | 1      |        |
| Totale Hibernian | Totale Hibernian | Totale Hibernian | 55         | 4          |                 | 6               | 0               |                    | 5                  | 0                  |             | -           | -           | 66     | 4      |        |
| Totale carriera  | Totale carriera  | Totale carriera  | 58         | 4          |                 | 6               | 0               |                    | 5                  | 0                  |             | 0           | 0           | 69     | 4      |        |